# La 1
La 1 es el primer canal de Televisión Española (TVE), perteneciente a la corporación pública Radiotelevisión Española (RTVE). Cuenta con una programación generalista para todos los públicos, centrada en la información y el entretenimiento, que incluye programas informativos, series de ficción, concursos o cine, entre otros.
Fundada como Televisión Española, comenzó sus emisiones el 28 de octubre de 1956 como el primer canal de televisión existente en España. Con la creación de una segunda cadena en 1966 fue genéricamente conocida como VHF, Programa nacional, Primer programa, Cadena I (años 1970) y Primera cadena (años 1980). No fue hasta la aparición de las televisiones privadas cuando adoptó un nombre comercial: TVE-1 (1990-1991), La Primera (1991-2008) y La 1, su denominación actual desde 2008. Por otro lado, la marca «Televisión Española» ha seguido utilizándose con frecuencia para referirse solo al primer canal, si bien el grupo gestiona más servicios.
Ha sido líder de audiencia en España durante tres etapas: desde su creación hasta 2004, desde 2009 hasta 2012, y en verano de 2024.

## Historia

### Antecedentes
Antes de que se fundase la actual Televisión Española, se habían llevado a cabo emisiones experimentales de televisión desde finales de los años 1940. Entre el 1 de noviembre de 1950 y 1956, Radio Nacional de España llevó a cabo un servicio experimental desde los estudios del Paseo de La Habana de Madrid, con carácter limitado a Madrid para un parque reducido de quince televisores. Además de programas en directo, el 24 de octubre de 1954 emitió el primer encuentro televisado de la historia del fútbol español, entre el Real Madrid y el Racing de Santander, con equipos cedidos por Marconi España. En diciembre de 1955 se sentaron las bases de un nuevo organismo, Televisión Española, a través de la aprobación del Plan Nacional de Televisión.

### Inauguración de Televisión Española
Televisión Española comenzó sus emisiones regulares el 28 de octubre de 1956, desde sus estudios situados en el Paseo de La Habana en Madrid. En su origen, TVE fue un organismo gubernamental que dependía de la Dirección General de Radiodifusión y Televisión del Ministerio de Información y Turismo, entonces dirigido por Gabriel Arias-Salgado. En ese sentido, el primer director general de RTVE fue Jesús Suevos, uno de los fundadores de la Falange Española en Galicia, y la fecha del inicio de emisiones era cercana al aniversario de la creación de Falange, que tuvo lugar un día después.
Las emisiones regulares de TVE-1 comenzaron a las 20:30, con la intervención del ministro Arias Salgado y del director de TVE. A continuación, se celebró una ceremonia religiosa que bendecía los estudios en honor a Santa Clara, patrona de la televisión. Después hubo un intermedio musical, documentales del NO-DO, una exhibición de bailes regionales por los Coros y Danzas de la Sección Femenina, y un concierto de piano. La emisión finalizó antes de la medianoche. Al no contar en esa época con un sistema de videocinta, esos primeros minutos no figuran en el archivo del canal, que solo dispone de las imágenes grabadas por el NO-DO. Gabriel Arias Salgado pronunció las primeras palabras:
Hoy, día 28 de octubre, domingo, día de Cristo Rey, a quien ha sido dado todo poder en los Cielos y en la Tierra, se inauguran los nuevos equipos y estudios de la Televisión Española.
Esta inauguración solo pudo percibirse en algunos puntos de la capital española, si bien la prensa señaló que la señal podía captarse a 60 kilómetros de Madrid. Muy pocos contaban con un televisor que entonces costaba 30 000 pesetas, un alto precio para la época. Solo había un parque de 600 receptores, que en su mayoría eran obsequios a altos cargos del franquismo por parte de sus correspondientes ministerios.
Desde el principio, Televisión Española se caracterizó por no cobrar un canon a sus espectadores por el televisor, al contrario de lo que sucedía en otros países europeos como Reino Unido (BBC) o Italia (RAI). El grupo desarrolló un sistema de financiación mixto, sobre la base de los Presupuestos Generales del Estado y de la publicidad. Sin embargo, el primer anuncio de televisión no se emitió hasta 1957, siendo un patrocinio de electrodomésticos Westinghouse. Por esta razón, la programación de TVE se vio seriamente limitada. En sus primeros meses, el horario de emisión estaba reducido a tres horas, distribuidas desde las 21:00 hasta la medianoche. El servicio de televisión se interrumpió en verano de 1957 por vacaciones, pero las protestas de los televidentes provocaron que TVE rehusara repetir esa idea al año siguiente. Si bien en 1957 se planteó un impuesto sobre televisores «según el tamaño de la pantalla», se retiró al poco tiempo.

### Desarrollo de la televisión
Con el paso de los años, Televisión Española mejoró su programación con la llegada de nuevos espacios, como el concurso Preguntas al espacio presentado por Laura Valenzuela, primer rostro conocido de la televisión nacional. El hecho más importante se produjo en septiembre de 1957, cuando la cadena puso en marcha sus propios servicios informativos bajo la denominación Telediario. Anteriormente TVE se nutría del NO-DO, el informativo de obligada emisión en los cines durante la dictadura de Francisco Franco. La emisión se amplió a un horario de sobremesa, que comenzaba a las 14:30 y terminaba por la tarde, para volver después en el horario nocturno. También llegaron los primeros cortes publicitarios, que se sumaban a los espacios de patrocinio y se convirtieron en la principal fuente de ingresos. Pese a todo, el número de televisores en la capital continuaba siendo bajo, con un parque de 12 000 receptores.
La mayoría de los programas se realizaban en directo en el estudio del Paseo de La Habana, en su mayoría espectáculos musicales y obras dramáticas. La instalación contaba con un plató de tan solo 100 metros cuadrados y la programación estaba controlada por el gobierno. Los primeros espacios grabados no llegarían hasta 1958, con la emisión de la serie estadounidense Investigador submarino. A esta se sumaron otras como Yo amo a Lucy y Perry Mason. Las series llegaban desde Sudamérica con doblajes hechos en Puerto Rico y México; TVE no contrató a estudios de doblaje españoles hasta mediados de los años 1970.
En febrero de 1959 comenzaron las emisiones en pruebas en otras ciudades españolas, a través de una red de repetidores. El 15 de septiembre se inauguraron los estudios de Miramar en Barcelona —RTVE Cataluña—, que se convertía en la segunda ciudad del país donde podía verse TVE. Un mes después, se colocó un repetidor de gran potencia en el alto de Guarramillas de la Sierra de Guadarrama (Madrid), que amplificó el radio de emisiones a toda Castilla. Posteriormente se abrieron repetidores en Valencia, Zaragoza y Bilbao (1960), Galicia y Sevilla (1961), Murcia (1962), y otras capitales de provincias. La red se cerró en 1964 con la apertura de un centro de producción en Canarias —RTVE Canarias— que funcionó de forma autónoma hasta 1971.
En ese tiempo, también se realizaron las primeras conexiones internacionales de TVE a través de la Unión Europea de Radiodifusión, a la que ya pertenecía Radio Nacional desde 1955, desde los estudios de Miramar. El primer acontecimiento cubierto por el canal fue la visita a España del presidente de Estados Unidos, Dwight D. Eisenhower. La entrada definitiva de TVE en la UER tuvo lugar en diciembre de 1960, año en que se transmitió la boda de la española Fabiola de Mora y Aragón con el rey Balduino de Bélgica. Un año después se produjo el debut en el Festival de la Canción de Eurovisión.

### Consolidación de la primera cadena

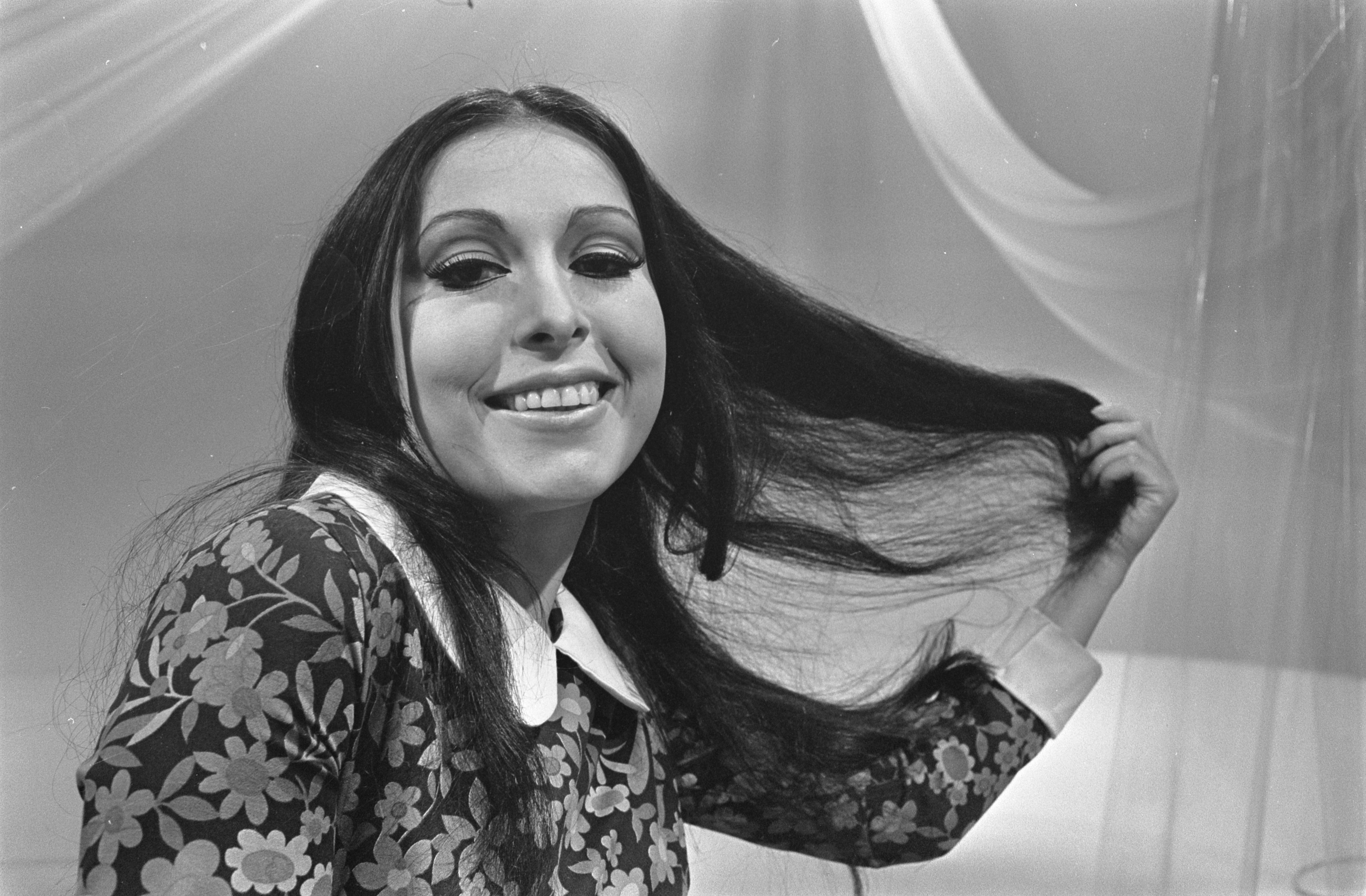
La cantante Massiel, ganadora del Festival de la Canción de Eurovisión 1968 en representación de TVE.

El desarrollo de Televisión Española se vio lastrado por el escaso número de televisores, que eran de importación y estaban gravados con un impuesto para artículos de lujo. Esta situación cambió a partir de 1962, con la llegada al Ministerio de Información de Manuel Fraga y el nombramiento de Jesús Aparicio-Bernal como director general de RTVE. La nueva dirección impulsó la construcción de los Estudios de Prado del Rey, inaugurados el 18 de julio de 1964 con la presencia de Francisco Franco. La nueva instalación contaba con platós más grandes y nuevo equipamiento técnico, mejorando la situación de la televisión en España.
Además, el 1 de enero de 1965, TVE estrenó en pruebas su segundo canal de televisión, que emitía por tecnología UHF y se conocía como UHF (actualmente, La 2). TVE trasladó los programas alternativos al segundo canal, y convirtió al primero en una televisión generalista para toda la familia. Por otra parte, TVE-1 era el canal más accesible para toda la población, porque en esa época pocos televisores podían captar el UHF y algunos necesitaban incluso un decodificador.
La demanda de televisión en España subió a partir del éxito de presentadores como Laura Valenzuela o el meteorólogo Mariano Medina, las retransmisiones de fútbol y toros, y la creciente emisión de series estadounidenses. En 1964 la cifra superó el millón de televisores, y para impulsar esta tecnología el gobierno suprimió el impuesto de lujo por cada receptor, y permitió que estos pudieran comprarse a plazos. Además, se abrieron locales conocidos como Teleclubes, que contaban con un televisor para los pueblos pequeños y llevaron esta tecnología a las zonas más apartadas del país.
Finalmente, varios acontecimientos aceleraron la consolidación de TVE y su primer canal, debido a su amplio seguimiento. El primero fue la victoria de España en Eurovisión 1968 y la organización de este evento al año siguiente, mientras que el segundo fue la llegada del hombre a la Luna, con narración de Jesús Hermida. Además, también fueron muy populares los concursos como Cesta y puntos, Un millón para el mejor o Un, dos, tres... responda otra vez, y espacios dramáticos como Estudio 1. De este modo, el parque de televisores en España se multiplicó hasta los cuatro millones en 1970.
Durante el periodo de Juan José Rosón al frente de RTVE, se aspiró a producir y emitir productos de calidad para mejorar la imagen del país en el exterior. Los mayores ejemplos de esa etapa fueron Historia de la frivolidad de Narciso Ibáñez Serrador y El Irreal Madrid de Valerio Lazarov.
Por otra parte, TVE comenzó a emitir en color mediante el sistema PAL a través de la Primera Cadena. El estándar se estrenó en 1969 y técnicamente ya permitía la emisión en color, si bien la infraestructura de TVE no estaba aún preparada para ello. El Festival de Eurovisión de 1969, producido por TVE en Madrid, se grabó con cámaras en color prestadas por la BBC para la red de Eurovisión pero en España solo se emitió en blanco y negro, versión que se conserva en los archivos de RTVE. Entre 1967 y 1972 se rodaron algunos programas en color con cámaras de cine, aunque de forma muy esporádica, y con motivo de los Juegos Olímpicos de Múnich hubo una emisión experimental. Finalmente, la primera emisión propia en color de TVE llegó en septiembre de 1972 con el estreno del programa musical Divertido siglo. En 1973 se habilitó una zona de producción específica en Prado del Rey, y los programas en color aumentaron gradualmente hasta ocupar toda la programación en 1978.

### TVE-1 en democracia
Tras la muerte de Francisco Franco, el primer canal se mantuvo como la principal cadena de televisión pública, donde se emitía una programación generalista. Sin embargo, el final de la dictadura y el inicio de la Transición española motivó la llegada de nuevos espacios a la televisión pública, que fue utilizada como vehículo para normalizar los cambios democráticos en el país. Los servicios informativos dieron espacio a voces de la oposición que antes no tenían cabida por la censura durante el franquismo. Por otra parte, surgieron series como Curro Jiménez y obras como La barraca o Los gozos y las sombras, que rompían con la anterior programación familiar del primer canal. También fueron un éxito los estrenos de Dallas y Falcon Crest, que reunieron a más de 10 millones de espectadores.
En los años 1980, la aparición de nuevos espacios se acentuó con la llegada al poder del PSOE y sus dos primeros directores generales: José María Calviño y Pilar Miró. Bajo los dos mandatos, la programación del primer canal fue más dinámica y dio cabida a espacios más alternativos como La bola de cristal o Planeta imaginario. Se acentuó la creación de programas españoles, como ficción o espacios de humor, y la programación adoptó una estructura fija de géneros y horarios, con escasas variaciones y bloques de series, que consolidaba una franja horaria fija para el espectador.
Aunque TVE-1 ya hizo algunas emisiones matutinas en pruebas durante la década de 1960, no contó con una franja matinal hasta el 13 de enero de 1986, con el estreno a las 7:30 de unos informativos conocidos como Buenos días. Un año después llegó Por la mañana, el primer magacín matinal que dirigió Jesús Hermida y donde también alcanzaron notoriedad Nieves Herrero y María Teresa Campos.
En 1988, durante el mandato de Miró, se llevó a cabo la inauguración de los Estudios Buñuel de Madrid, que en aquella época contaba con el plató de televisión más grande de Europa (2400 m²), el «estudio L-3», para grabar todos aquellos programas que necesitaban un amplio espacio. Los Estudios Buñuel han permanecido abiertos hasta finales de 2015.

### Llegada de la televisión privada

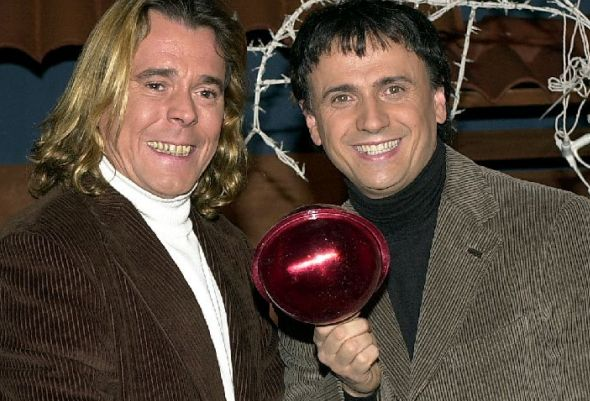
El dúo cómico Cruz y Raya, formado por Juan Muñoz y José Mota.

Con la llegada de la televisión privada, Televisión Española reestructuró sus dos canales y centró como objetivo que TVE-1 compitiera en contenidos con Antena 3 y Tele 5. De este modo, TVE-1 reafirmó su posición como televisión generalista, pero abrió su parrilla a espacios más comerciales y de menor contenido cultural, pasando toda su programación alternativa a La 2. Un ejemplo fue la proliferación de las telenovelas hispanoamericanas en la franja vespertina. La primera fue Los ricos también lloran en 1986, dentro de la programación matinal, y después llegaron otras por la tarde como Cristal, Abigaíl o Agujetas de color de rosa.
En 1995, TVE-1 se convirtió oficialmente en La Primera, nombre que mantuvo hasta el año 2007 y mantuvo una programación comercial en competencia directa con la televisión privada. Pese a la pérdida de espectadores por la llegada de competencia, TVE-1 fue líder de audiencia durante toda la década de 1990 y principios de los años 2000. Con la llegada del siglo XXI, algunos éxitos fueron la serie Cuéntame cómo pasó, los programas de humor de Cruz y Raya y el espacio de telerrealidad Operación Triunfo, que en su primera edición fue un fenómeno social con audiencias de hasta el 80 % de cuota de pantalla.
Tras la derrota del Partido Popular en 2004, el nuevo presidente del gobierno, José Luis Rodríguez Zapatero, realizó una serie de cambios en la estructura de Televisión Española, que despertaron algunas críticas en el sector conservador. Aunque mantuvo su perfil comercial, La Primera retiró algunos espacios que eran considerados por el ente público como poco apropiados y otros que habían perdido audiencia, como Noche de fiesta u Operación Triunfo. También hubo importantes modificaciones en los servicios informativos.
La Primera perdió en 2004 el liderazgo anual por primera vez en su historia, al quedar por debajo de Telecinco. En ese tiempo, centró sus esfuerzos en la producción propia y la emisión de eventos especiales. De este modo, el primer canal (La 1 a partir de 2007) recuperó su liderazgo durante algunos meses en 2008 y de forma definitiva en 2009. A raíz de los cambios en el método de elección de presidentes en RTVE y la eliminación de la publicidad, los servicios informativos gozaron de una mayor independencia que en otras etapas de los años 1980 y 90. Bajo la gestión de Fran Llorente, que fue director de los Servicios Informativos desde 2004 hasta 2012, la segunda edición del Telediario recibió en 2009 el premio al mejor informativo del mundo de los Media Tenor Global TV Awards, y en 2011 ganó el Premio Nacional de Televisión. Con la supresión de la publicidad en TVE a partir de 2010, La 1 mantuvo el liderazgo de audiencia en España hasta 2012, cuando se vio superado por Telecinco y Antena 3.
En la década de 2020, el canal ha apostado por los servicios informativos, las series de producción propia y acontecimientos especiales para competir frente a los canales privados, además de promocionar contenidos en la plataforma digital RTVE Play. En julio de 2023, tras once años, La 1 recuperó la segunda posición en términos de audiencia, tan solo por detrás de Antena 3. Y en junio de 2024 recuperó la primera posición después de doce años, en gran parte gracias a los datos de la Eurocopa que ganó la selección española. Mantuvo el liderazgo en julio de 2024 por los Juegos Olímpicos de París 2024, y desde entonces se ha consolidado en la segunda plaza, en parte por los buenos datos de espacios como La revuelta y La promesa.

## Programación

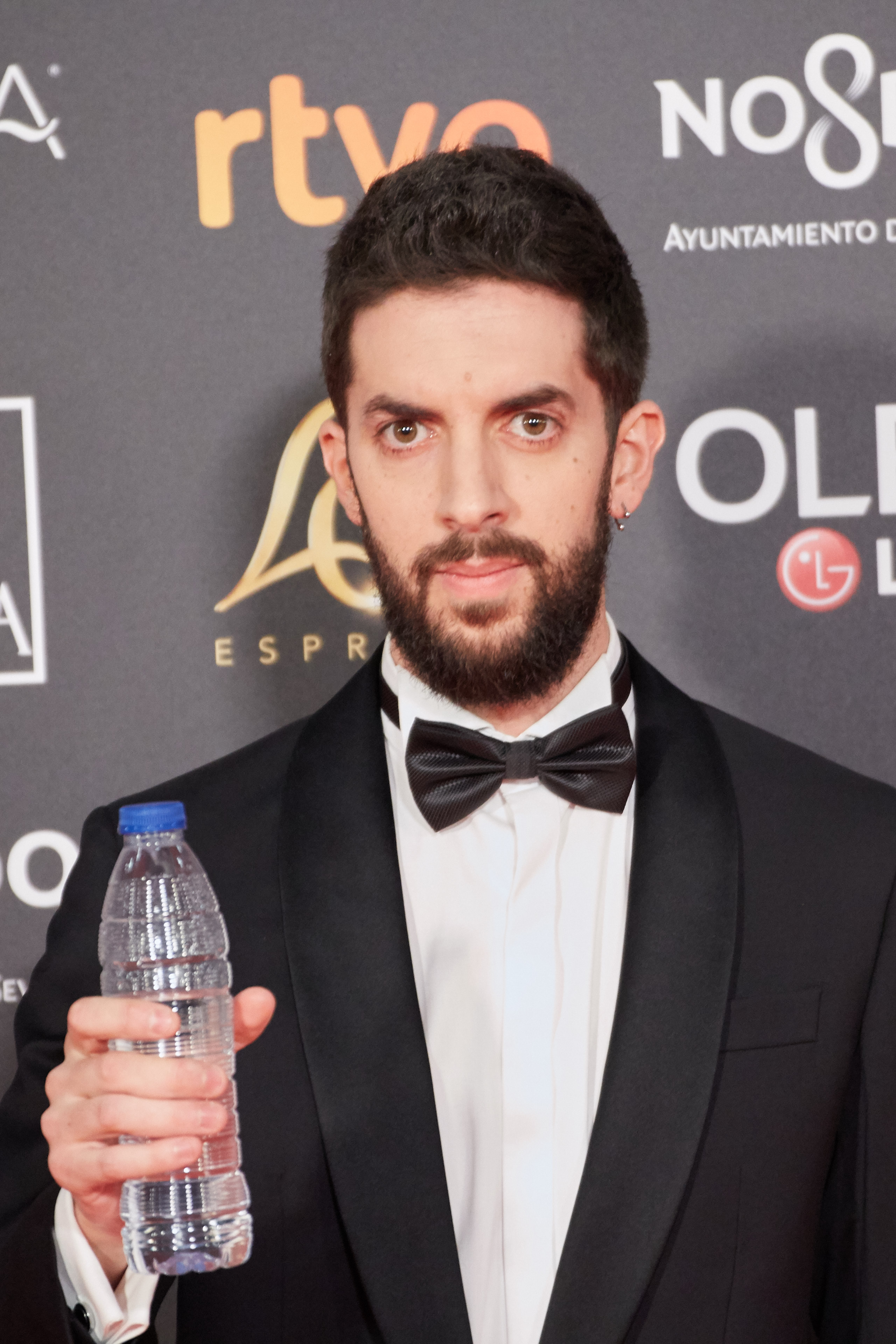
David Broncano, presentador de La revuelta.

La programación de La 1 es generalista, y está enfocada a todos los públicos. Los programas con más audiencia del canal son las series de ficción, los programas de entretenimiento y el cine. Buena parte de su parrilla es de producción propia, enfocada en la actualidad e información en directo. El espacio más popular de los servicios informativos es el Telediario, presente desde 1957. También destacan Informe semanal y magacines informativos con contenido social: La hora de La 1, Mañaneros 360 y Malas lenguas (información y actualidad), Aquí la Tierra (divulgación) y D Corazón (prensa rosa). 
Desde la década de 2010, las series que emite La 1 suelen ser producciones españolas. La más veterana fue Cuéntame cómo pasó, emitida desde 2001 hasta 2023, la cual tuvo 22 temporadas en horario estelar. Por las tardes, destacan los seriales de producción propia, como La promesa y Valle salvaje. A lo largo de su historia, el departamento de ficción de TVE ha ofrecido sus mayores éxitos por el primer canal.
En cuanto al entretenimiento, los espacios más seguidos son las tres versiones del concurso de cocina MasterChef (incluyendo las ediciones Celebrity y Junior) y el programa de humor La revuelta, presentado de lunes a jueves por David Broncano. Por otro lado, la mayoría de películas del primer canal son grandes producciones estadounidenses y teleseries europeas; el cine nacional queda reflejado en espacios como Cine de barrio, dedicado a clásicos populares.
Además, La 1 se encarga de los acontecimientos especiales y de los eventos deportivos de gran trascendencia. TVE es la televisión oficial de la selección de fútbol de España. También ofrece finales deportivas con presencia de españoles (especialmente en tenis) y dos de las grandes vueltas ciclistas: el Tour de Francia y la Vuelta a España. Por otro lado, en eventos musicales emite la final del Festival de la Canción de Eurovisión y del Festival de la Canción de Eurovisión Junior, con cuotas cercanas al 50 % de cuota de pantalla en el caso del primero.

## Servicios informativos

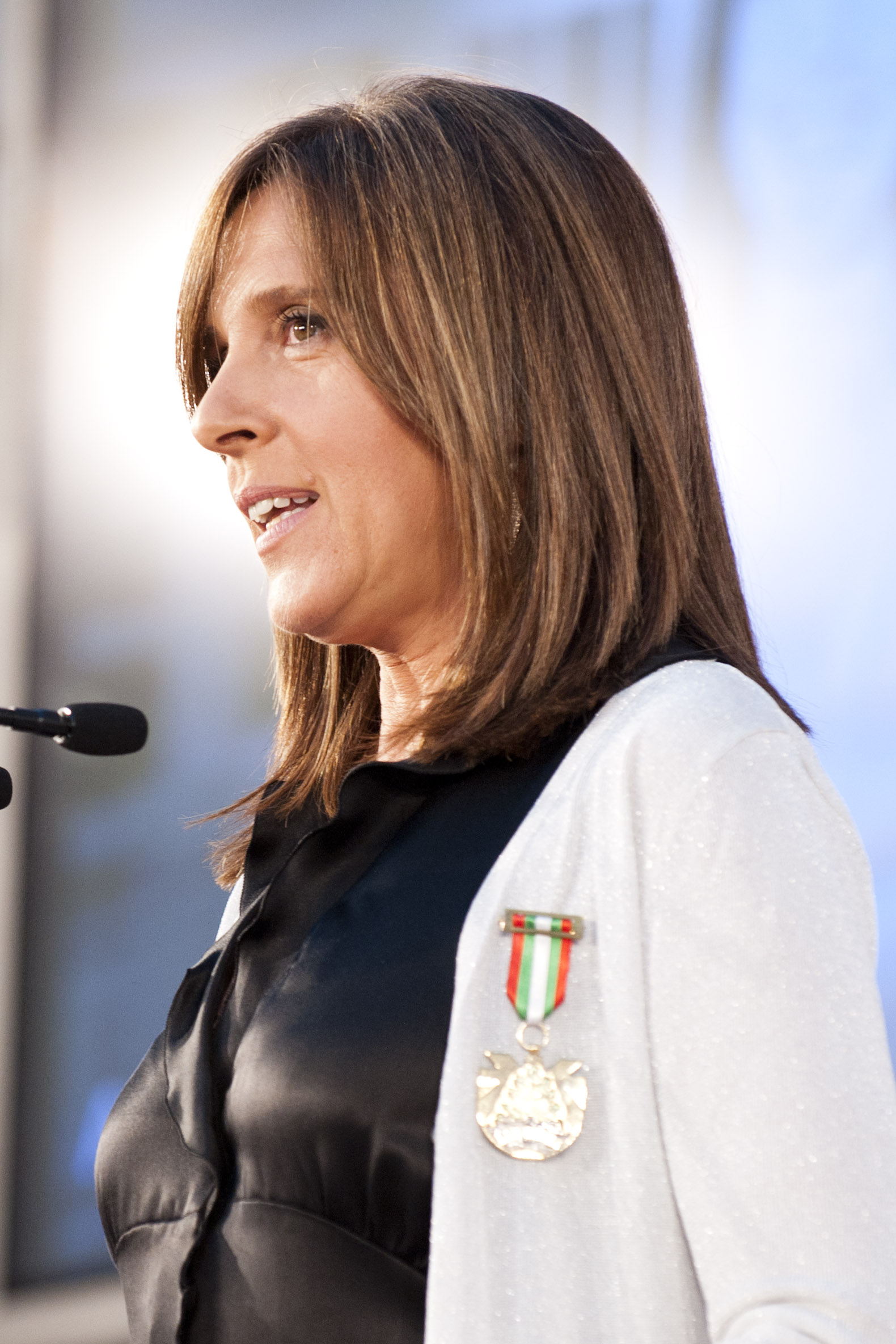
Ana Blanco presentó el Telediario entre 1990 y 2022.

El informativo propio de La 1 es el Telediario, que se emite desde el 15 de septiembre de 1957. En este formato se hace un repaso a la actualidad del día, a través de los hechos más relevantes en los ámbitos nacional, internacional, social y deportivo. Además, ha servido como modelo a otras cadenas para desarrollar sus propios servicios informativos.
Actualmente, cuenta con tres ediciones de lunes a viernes y dos en fines de semana:
- Telediario Matinal: presentado por Álex Barreiro y Sirún Demirjian en información general, Carola Serrano en deportes y Andrés Gómez en el tiempo.
- Telediario 1: presentado por Alejandra Herranz en información general, Ana Ibáñez en deportes y Albert Barniol y Silvia Laplana en el tiempo.
- Telediario 2: presentado por Marta Carazo en información general, Arsenio Cañada en deportes y Mònica López en el tiempo.
- Telediario Fin de Semana: Presentado por Lara Siscar e Igor Gómez en información general, Marcos López en deportes y Silvia Laplana en el tiempo.

El director de Contenidos Informativos de RTVE es Josep Vilar Grèvol desde abril de 2022. La dirección de Informativos de TVE está vacante.
El área de Informativos de Televisión Española se encarga también de La hora de La 1, magacín matinal dirigido y presentado por Silvia Intxaurrondo y Marc Sala, que repasa las claves informativas del día a través de diversas secciones en sus tres horas y media de duración, realizado en colaboración con el área de Magacines de TVE y emitido de lunes a viernes, de 8:00 a 11:30; de Informe semanal, programa informativo de análisis semanal con reportajes dirigido por Óscar González, presentado por Marisa Rodríguez Palop y emitido los sábados de 21:30 a 22:00 y de En portada, programa de reportajes semanal, dirigido por Teresa Martín Sáez y presentado por Lorenzo Milá.

## Imagen corporativa
El logotipo actual de La 1 data de agosto de 2008, cuando se produjo una renovación completa de la imagen corporativa de Radiotelevisión Española, a cargo de la agencia española Summa Branding. Consiste en un «1» sobre fondo azul degradado, color tradicional del canal. Por otra parte, el nombre «La Uno» se usa desde el 30 de septiembre de 2007. Anteriormente se utilizaba La Primera, en referencia tanto a su condición de primer canal español como al término Primera Cadena. El 30 de diciembre de 2019, en la señal en alta definición desaparecieron las siglas HD del logotipo, mientras que en la señal estándar aparecieron las siglas SD.
A lo largo de su historia, La 1 ha contado con varios logotipos e imágenes corporativas. Sin embargo, no fue hasta los años 1980, durante la dirección general de Pilar Miró, cuando se hizo un mayor énfasis en la imagen corporativa del canal, siendo diseñada por José María Cruz Novillo. Con la llegada de la televisión privada, se encargó un nuevo diseño a José Giménez de Pueblo. La primera cadena adoptó el logotipo «tve1» en 1989, con la tipografía clásica de Televisión Española, e introdujo por primera vez un logotipo impreso (mosca) sobre la retransmisión. La mosca clásica convivió durante un tiempo con un logotipo bidimensional, que se convirtió en logotipo definitivo en 2003.

## Señal en alta definición

### Alta definición

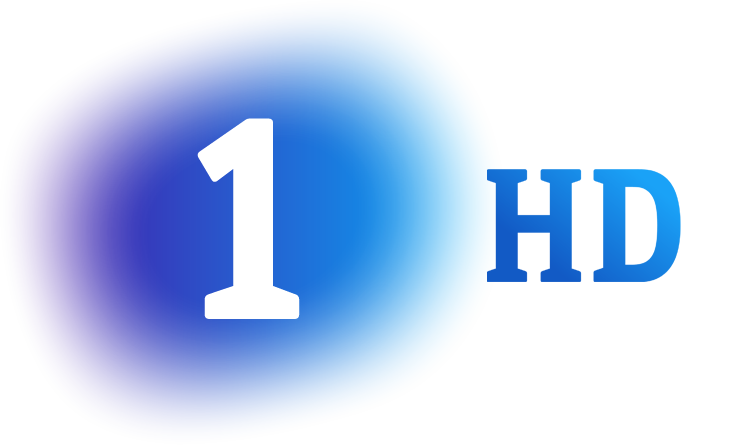
Logotipo de La 1 HD, utilizado desde 2014 hasta 2019 para distinguirse de la señal estándar.

A partir del 31 de diciembre de 2013, durante la primera edición del Telediario, el canal TVE HD comenzó a emitir la programación de La 1 en simultáneo. Al día siguiente, el 1 de enero de 2014, «La 1 HD» inició sus emisiones en alta definición a 720p en la TDT. 
El canal se incorporó a la oferta de Movistar TV el 29 de abril de 2015. Cuando esta plataforma de pago se convirtió en Movistar Plus+ el 8 de julio de 2015, La 1 HD pasó a emitir en resolución 1080i50. El canal no emitió en esa resolución a través de la TDT hasta el 17 de enero de 2018, coincidiendo con un cambio de frecuencias y el lanzamiento de las versiones en alta definición de La 2 y Clan.
Las versiones en definición estándar (SD) y en alta definición (HD) coexistieron hasta el 11 de febrero de 2024, cuando TVE pasó a emitir solamente en HD.

### Ultra alta definición

Logotipo de La 1 UHD.

El 11 de febrero de 2024 comenzaron las emisiones regulares de «La 1 UHD», el primer canal de TVE en ultra alta definición, dentro del multiplex RGE-2. El movimiento coincidió con el cierre de los canales de TVE en definición estándar (SD) por parte de Cellnex Telecom, el operador de red de RTVE. Aunque este movimiento estaba previsto para el 6 de febrero, hubo que retrasarlo por dificultades técnicas.
La 1 UHD emite a través del sistema actual de transmisión DVB-T, con una resolución de imagen de 2160p, codificación de video HEVC H.265, alto rango dinámico HDR de tipo HLG y sonido inmersivo Dolby Atmos.

## Críticas y polémicas
Debido a su condición de servicio público y canal pionero de la televisión en España, La 1 ha sido criticada en numerosas ocasiones por aspectos relativos a su programación. Dentro de la oferta de TVE, el primer canal se ha caracterizado por una oferta generalista que compite directamente con la televisión privada, relegando cualquier espacio alternativo o de servicio público a La 2. Dicha práctica se ha mantenido incluso tras la retirada de la publicidad en 2010.
La Agrupación de Telespectadores y Radioyentes (ATR) denunció en 2005 que La 1 había sido el canal que más veces había incumplido el Código de Autorregulación sobre Contenidos Televisivos e Infancia, un total de 169 ocasiones. Por su parte, la dirección del canal aseguró que muchas de las denuncias documentadas se habían basado en «criterios subjetivos».
Desde 2014 existe un debate sobre los horarios de la televisión en España: por razones de cuota de pantalla, el prime time había sido retrasado en los últimos años hasta las 22:30 y muchos programas finalizaban de madrugada. Ese mismo año TVE firmó un convenio con el Ministerio de Sanidad, Servicios Sociales e Igualdad para un «uso saludable de la televisión», que implicaba adelantar los horarios de la programación y finalizarlos antes de las 00:00. Sin embargo, La 1 no ha cumplido ese compromiso en su horario central y algunos espacios como la final de MasterChef Celebrity han terminado incluso a las dos de la madrugada.

### Servicios Informativos
El aspecto más controvertido es la labor de los servicios informativos. El nombramiento de la presidencia de RTVE, responsable a su vez del resto de departamentos, ha dependido históricamente del Congreso de los Diputados por mayoría absoluta, sin necesidad de consenso. Por ello, se considera que la línea editorial del Telediario de La 1 —el informativo con más audiencia de todo el grupo— ha estado escorada en favor del gobierno de turno, tanto en la dictadura de Franco como en la España democrática actual. Se han producido denuncias de desinformación en los gobiernos de Adolfo Suárez, Felipe González, y José María Aznar, en este último caso incluyendo una condena de la Audiencia Nacional por «vulneración de los derechos sindicales» en el tratamiento informativo de la huelga general de 2002.
El gobierno de José Luis Rodríguez Zapatero cambió el sistema de elección de la presidencia de RTVE en 2006, mediante un consenso de dos tercios del Congreso, con la intención de otorgar más independencia a los servicios informativos. Sin embargo, el ejecutivo de Mariano Rajoy recuperó en 2012 el modelo anterior para resolver el vacío de poder en la radiodifusora. Desde entonces, el Consejo de Informativos de TVE —formado por los propios empleados de la casa— ha reportado más de 70 casos de presunta mala praxis en el Telediario y en Informe semanal, todos ellos relativos a temas de actualidad: los distintos casos de corrupción que afectan al Partido Popular, el caso Bárcenas, el enfoque del proceso soberanista de Cataluña, o el posicionamiento de noticias en la escaleta. Además, algunos periodistas han denunciado la gestación de una «redacción paralela» a la que se confiaría las informaciones más sensibles.
En septiembre de 2017, las Cortes Generales aprobaron un nuevo sistema de elección en RTVE que recupera el modelo de consenso anterior y establecía un concurso público para la elección de la presidencia. El nuevo sistema se aplicó en febrero de 2021, tras tres años de interinidad de una administradora provisional única.

## Audiencias
«Evolución de la cuota de pantalla mensual y anual», según las mediciones de audiencia elaborados en España por Kantar Media. Están en verde los meses en que fue líder de audiencia.
| Año  | Enero  | Febrero | Marzo | Abril | Mayo   | Junio  | Julio | Agosto   | Septiembre | Octubre | Noviembre | Diciembre | Media anual |
| ---- | ------ | ------- | ----- | ----- | ------ | ------ | ----- | -------- | ---------- | ------- | --------- | --------- | ----------- |
| 1990 | 58,6%* | 55,3%   | 51,8% | 51,4% | 50,4%  | 46,3%  | 52,4% | 53,7%    | 53,0%      | 52,4%   | 51,7%     | 50,8%     | 52,4%       |
| 1991 | 49,4%  | 48,3%   | 46,2% | 44,4% | 42,7%  | 42,3%  | 39,9% | 39,4%    | 40,4%      | 41,5%   | 39,8%     | 40,0%     | 42,9%       |
| 1992 | 38,5%  | 36,2%   | 36,0% | 34,5% | 33,1%  | 32,1%  | 29,9% | 28,8%    | 29,0%      | 31,6%   | 30,2%     | 29,6%     | 32,5%       |
| 1993 | 31,0%  | 31,6%   | 32,2% | 31,3% | 30,9%  | 30,8%  | 31,0% | 26,5%    | 27,1%      | 28,1%   | 28,7%     | 28,4%     | 29,8%       |
| 1994 | 26,0%  | 26,3%   | 26,2% | 26,6% | 26,2%  | 27,8%  | 31,5% | 27,3%    | 27,3%      | 27,2%   | 27,1%     | 28,1%     | 27,6%       |
| 1995 | 28,1%  | 27,6%   | 28,6% | 26,8% | 27,2%  | 27,5%  | 29,4% | 27,6%    | 26,1%      | 26,5%   | 26,9%     | 28,7%     | 27,6%       |
| 1996 | 28,2%  | 28,2%   | 29,5% | 28,2% | 26,9%  | 27,3%  | 26,5% | 26,6%    | 25,7%      | 24,8%   | 25,3%     | 25,9%     | 26,9%       |
| 1997 | 24,7%  | 24,4%   | 25,1% | 24,0% | 23,6%  | 24,3%  | 27,6% | 26,8%    | 25,6%      | 24,9%   | 25,0%     | 26,4%     | 25,1%       |
| 1998 | 26,5%  | 25,6%   | 24,9% | 25,2% | 24,9%  | 25,8%  | 25,9% | 26,3%    | 25,0%      | 25,6%   | 25,4%     | 25,9%     | 25,6%       |
| 1999 | 26,0%  | 25,6%   | 25,0% | 24,7% | 24,7%  | 23,4%  | 24,4% | 25,9%    | 25,0%      | 24,8%   | 25,0%     | 24,6%     | 24,9%       |
| 2000 | 25,2%  | 24,6%   | 24,2% | 24,1% | 23,3%  | 23,9%  | 24,1% | 25,9%    | 24,1%      | 24,7%   | 24,7%     | 25,4%     | 24,5%       |
| 2001 | 26,0%  | 25,5%   | 25,6% | 24,2% | 24,3%  | 22,5%  | 23,8% | 23,8%    | 24,2%      | 24,1%   | 25,3%     | 27,0%     | 24,8%       |
| 2002 | 26,0%  | 27,1%   | 24,7% | 24,7% | 25,2%  | 23,5%  | 23,9% | 23,5%    | 23,9%      | 24,6%   | 24,0%     | 24,6%     | 24,7%       |
| 2003 | 24,2%  | 23,7%   | 23,1% | 23,6% | 23,7%  | 23,1%  | 22,3% | 22,6%    | 22,9%      | 23,9%   | 24,0%     | 23,4%     | 23,4%       |
| 2004 | 23,3%  | 22,2%   | 23,1% | 22,4% | 22,8%* | 21,5%  | 20,1% | 20,7%    | 19,5%      | 19,2%   | 20,2%     | 20,9%     | 21,4%       |
| 2005 | 19,8%  | 19,1%   | 18,9% | 19,4% | 18,8%  | 20,1%  | 19,2% | 19,5%    | 19,3%      | 20,5%   | 20,5%     | 19,5%     | 19,6%       |
| 2006 | 19,2%  | 19,0%   | 19,2% | 18,8% | 18,7%  | 17,2%  | 16,5% | 16,9%    | 17,7%      | 18,2%   | 17,8%     | 19,2%     | 18,5%       |
| 2007 | 18,3%  | 17,9%   | 18,0% | 17,3% | 16,6%  | 16,3%  | 16,5% | 16,9%    | 16,2%      | 17,1%   | 17,2%     | 17,6%     | 17,2%       |
| 2008 | 17,0%  | 16,2%   | 17,1% | 16,6% | 16,9%  | 15,4%  | 16,6% | 17,5%    | 16,4%      | 17,2%   | 17,2%     | 17,9%     | 16,9%       |
| 2009 | 17,6%  | 17,3%   | 17,0% | 16,1% | 16,6%  | 15,7%  | 15,5% | 15,7%    | 15,7%      | 16,3%   | 16,6%     | 16,6%     | 16,4%       |
| 2010 | 18,6%  | 17,7%   | 16,6% | 15,7% | 15,7%  | 15,3%  | 15,1% | 15,4%    | 15,3%      | 15,2%   | 15,2%     | 15,5%     | 16,0%       |
| 2011 | 15,2%  | 15,1%   | 14,8% | 14,7% | 14,9%  | 14,6%  | 13,6% | 13,2%    | 13,9%      | 14,6%   | 14,6%     | 14,6%     | 14,5%       |
| 2012 | 14,2%  | 14,1%   | 12,8% | 13,0% | 13,4%  | 11,5%  | 10,7% | 12,2%    | 11,1%      | 11,5%   | 10,6%     | 10,8%     | 12,2%       |
| 2013 | 10,8%  | 10,2%   | 10,2% | 10,1% | 11,1%  | 9,6%   | 9,6%  | 9,3%     | 9,9%       | 10,4%   | 10,0%     | 10,0%     | 10,2%       |
| 2014 | 10,4%  | 10,4%   | 9,8%  | 11,0% | 10,3%  | 9,5%   | 8,9%  | 9,3%     | 10,0%      | 9,9%    | 10,0%     | 10,4%     | 10,0%       |
| 2015 | 10,4%  | 10,2%   | 10,0% | 9,9%  | 9,9%   | 9,7%   | 9,0%  | 9,0%     | 9,7%       | 10,0%   | 9,7%      | 10,2%     | 9,8%        |
| 2016 | 10,1%  | 10,2%   | 9,9%  | 10,0% | 10,2%  | 9,5%   | 9,5%  | 10,5%    | 9,4%       | 10,4%   | 10,5%     | 10,9%     | 10,1%       |
| 2017 | 10,5%  | 10,1%   | 10,3% | 9,8%  | 10,5%  | 10,3%  | 9,9%  | 10,2%    | 10,8%      | 10,8%   | 10,6%     | 11,4%     | 10,4%       |
| 2018 | 11,5%  | 11,1%   | 10,5% | 10,2% | 10,7%  | 9,9%   | 10,3% | 10,0%    | 10,2%      | 10,4%   | 9,9%      | 10,4%     | 10,5%       |
| 2019 | 9,8%   | 9,6%    | 9,2%  | 9,4%  | 9,4%   | 8,7%   | 8,6%  | 8,7%     | 9,5%       | 9,7%    | 9,8%      | 10,0%     | 9,4%        |
| 2020 | 10,2%  | 9,1%    | 10,1% | 9,4%  | 9,1%   | 8,9%   | 8,6%  | 8,7%     | 9,2%       | 8,9%    | 9,3%      | 9,9%      | 9,4%        |
| 2021 | 9,8%   | 8,6%    | 8,7%  | 8,3%  | 8,2%   | 8,1%** | 8,9%  | 8,9%     | 8,7%       | 9,1%    | 9,4%      | 9,0%      | 8,8%        |
| 2022 | 8,9%   | 8,4%    | 8,5%  | 8,3%  | 9,5%   | 8,4%   | 8,5%  | 8,1%**   | 8,6%       | 8,5%    | 10,2%     | 12,7%     | 9,1%        |
| 2023 | 9,4%   | 8,7%    | 9,1%  | 9,0%  | 9,9%   | 9,7%   | 9,9%  | 10,2%    | 10,5%      | 10,4%   | 10,0%     | 10,0%     | 9,7%        |
| 2024 | 10,4%  | 9,8%    | 9,2%  | 9,1%  | 9,1%   | 12,7%  | 14,6% | 11,1%*** | 9,7%       | 10,1%   | 10,2%     | 10,4%     | 10,5%       |
| 2025 | 10,4%  | 10,5%   | 10,3% | 10,6% | 10,4%  | 10,7%  | 11,1% |          |            |         |           |           |             |

(***) Los meses en los que empata en liderazgo.